# Franciscana
Franciscana (Franciszkana) – kodeks karny (zwany też jako Księgi Ustaw na Zbrodnie i Ciężkie Policyjne Przestępstwa, niem. Stafgesetz uber Verbrechen und schwere Polizeiubertretungen) w monarchii austriackiej z mocą obowiązującą od 1803 roku. Podstawą dla opracowania tego kodeksu była Ustawa karna dla Galicji Zachodniej z 1796 roku (tzw. Kodeks Karny Zachodniogalicyjski). Stanowiła osiągnięcie pod względem techniki legislacyjnej. Na jej bazie komisja pod przewodnictwem Ksawerego Potockiego opracowała Kodeks Karzący Królestwa Polskiego.
Zastąpiła wcześniej obowiązujący Powszechny kodeks karny o zbrodniach i karach nazywany Josephiną.
Franciszkana zna dwie kategorie przestępstw: Księga I – zbrodnie, Księga II – ciężkie przestępstwa policyjne. Pierwsze były karane przez władze sądowe, a drugie przez władze administracyjne.

## Postępowość Franciszkany
- Przywrócenie instytucji przedawnienia,
- zniesienie kary konfiskaty majątku,
- możliwość nadzwyczajnego złagodzenia kary,
- możliwość przedterminowego zwolnienia z więzienia,
- nastąpiło rozszerzenie kategorii przestępstw przeciw władzy państwowej, przestępstwa przeciw religii znów zaliczone zostały do zbrodni,
- wprowadzenie kary śmierci za najcięższe przestępstwa,
- wprowadzenie systemu pośredniego dwóch okresów odpowiedzialności,
- effigie – zawieszenie wizerunku sprawcy na szubienicy (jeśli zmarł przed odbyciem kary).

Sformułowania Franciszkany miały charakter elastyczny i abstrakcyjny, co pozwalało na dostosowanie kodeksu do różnych zmian w dziedzinie polityki kryminalnej. W 1852 roku została zastąpiona austriackim kodeksem karnym.